# Ахмадалиев, Тахир Мухтарович
Тахир Мухтарович Ахмадалиев (узб. Toxir Muxtorovich Axmadaliev; род. 3 ноября 1965, Андижанская область, Узбекская ССР, СССР) — узбекский депутат Законодательной палаты Олий Мажлиса Республики Узбекистан по демократическим институтам, негосударственным организациям и органам самоуправления граждан.

## Биография
Тахир Ахмадалиев родился 3 ноября 1965 года в городе Андижане , Андижанской области. Окончил Ташкентский институт народного хозяйства, получив высшее образование, и аспирантуру Санкт-Петербургского государственного университета экономики и финансов. По специальности экономист-математик. Кандидат экономических наук.
Член Либерально-демократической партии Узбекистана.
Депутат Законодательной палаты Олий Мажлиса Республики Узбекистан в Андижанской области. Чинабадский избирательный округ № 20.